# Бжозово-Музили
Бжозово-Музили (пол. Brzozowo-Muzyły) — село в Польщі, у гміні Посвентне Білостоцького повіту Підляського воєводства.
Населення — 70 осіб (2011).

## Демографія
Демографічна структура станом на 31 березня 2011 року:
|          | Загалом | Допрацездатний вік | Працездатний вік | Постпрацездатний вік |
| -------- | ------- | ------------------ | ---------------- | -------------------- |
| Чоловіки | 33      | 9                  | 18               | 6                    |
| Жінки    | 37      | 7                  | 22               | 8                    |
| Разом    | 70      | 16                 | 40               | 14                   |